# Cekcyn (gmina)
Cekcyn est une gmina rurale du powiat de Tuchola, Couïavie-Poméranie, dans le centre-nord de la Pologne. Son siège est le village de Cekcyn, qui se situe environ 11 km à l'est de Tuchola et 51 km au nord de Bydgoszcz.
La gmina couvre une superficie de 253,32 km2 pour une population de 6 437 habitants.

## Géographie
La gmina est bordée par les gminy de Gostyń, Krzywiń, Osieczna, Poniec et Rydzyna.